# Piploda
Piploda là một thị xã và là một nagar panchayat của quận Ratlam thuộc bang Madhya Pradesh, Ấn Độ.

## Địa lý
Piploda có vị trí 23°21′B 75°26′Đ / 23,35°B 75,43°Đ Nó có độ cao trung bình là 470 mét (1541 feet).

## Nhân khẩu
Theo điều tra dân số năm 2001 của Ấn Độ, Piploda có dân số 7302 người. Phái nam chiếm 51% tổng số dân và phái nữ chiếm 49%. Piploda có tỷ lệ 60% biết đọc biết viết, cao hơn tỷ lệ trung bình toàn quốc là 59,5%: tỷ lệ cho phái nam là 71%, và tỷ lệ cho phái nữ là 49%. Tại Piploda, 15% dân số nhỏ hơn 6 tuổi.